# Sebastiania commersoniana
Sebastiania commersoniana är en törelväxtart som först beskrevs av Henri Ernest Baillon, och fick sitt nu gällande namn av Lyman Bradford Smith och Robert Jack Downs. Sebastiania commersoniana ingår i släktet Sebastiania och familjen törelväxter. Inga underarter finns listade i Catalogue of Life.

## Bildgalleri

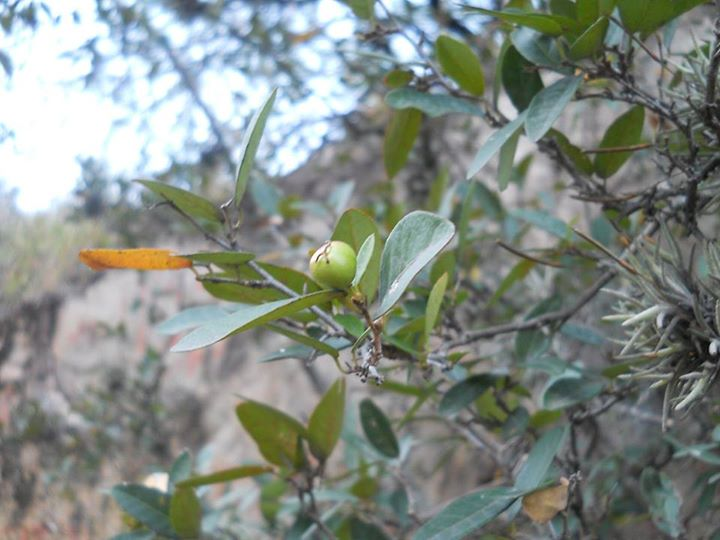